# Brezovec, Cirkulane
Brezovec je naselje v Občini Cirkulane.

## Opis
Brezovec je razloženo naselje večinoma na pobočjih dolin potokov Duga in Bela. Na prisojnih legah je bilo včasih veliko več vinogradov kot danes.